# Мазепинський мілітарний курс
Мазе́пинський міліта́рний курс — перша українська таємна напіввійськова організація.
Виникла в 1912 у Львові. Видавала підручники з військових питань українською мовою. Провідними членами організації були Іван Чмола, Василь Кучабський, Федір Черник та інші.